# INTIFADA 2004
INTIFADA 2004（インティファーダ 2004）は、日本のヴィジュアル系バンドグループ、KLACKの初シングルである。2004年7月28日に発売された。

## トラックリスト
1INTIFADA 2004
「INTIFADA 2003」をリメイクした曲。日本語の歌詞の中に「歯磨きするより髭はやせ」や「クソして寝るより愛犬家」と書かれてあるが、これはウサーマ・ビン・ラーディンとジョージ・W・ブッシュの事である。
2SEIKE WEARS THE SUIT
曲名に書かれているSEIKEというのはu曰く「KLACKの当時のマネージャー」だという事。
3JAPANESE STANDARD
日本語の歌詞の中にイラク日本人人質事件の拉致被害者の台詞が書かれている。INTIFADA 2004のジャケットにはメンバーがイラク日本人人質事件のマネをしている。

## チャート
オリコンインディーズ･チャート11位、新星堂インディーズ・チャートで1位を記録し、総合シングル・チャートで199位を記録した。